# Torri costiere del Principato di Piombino

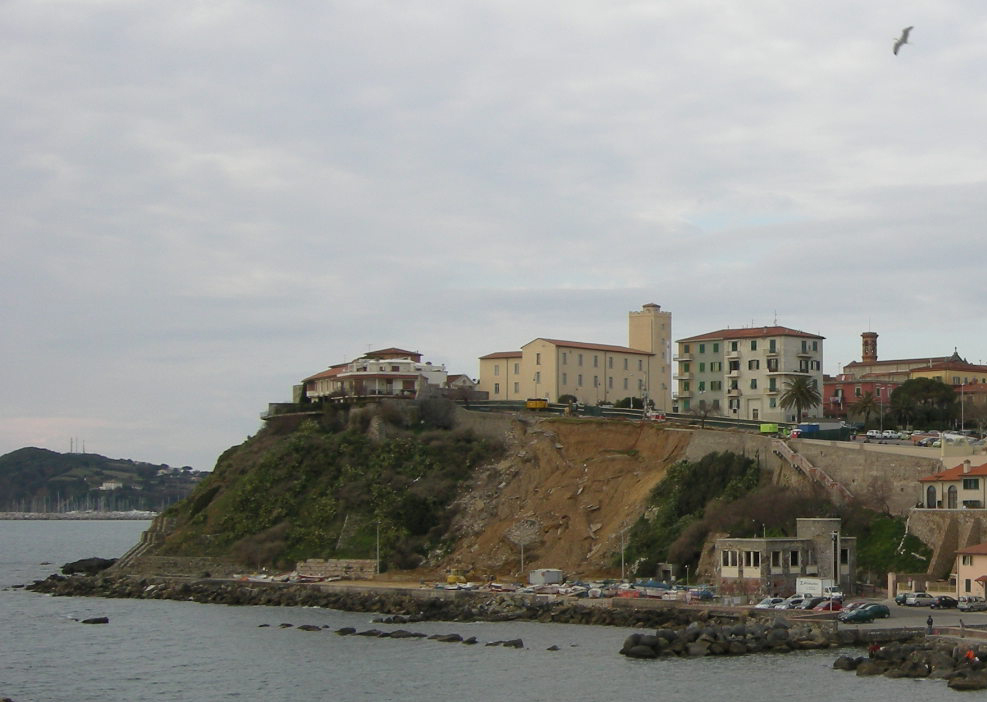
La Cittadella di Piombino

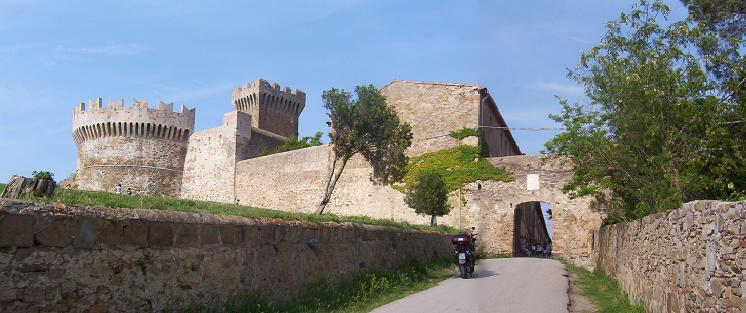
La Rocca degli Appiani a Populonia

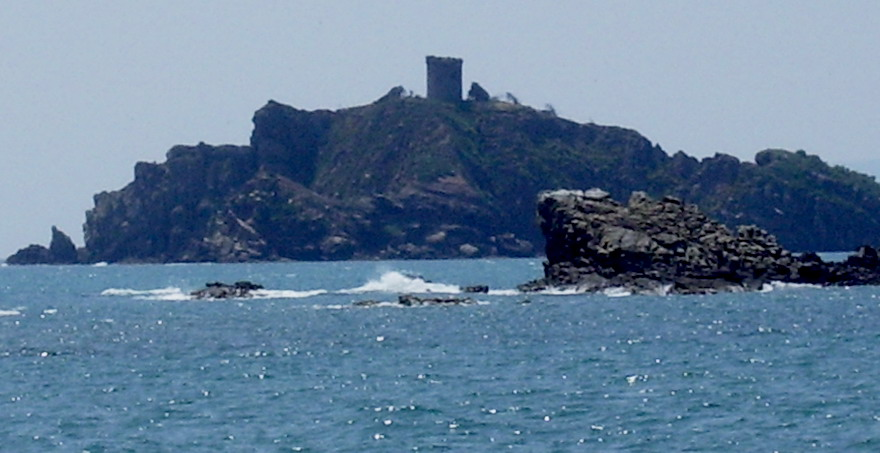
La Torre degli Appiani sull'Isolotto dello Sparviero

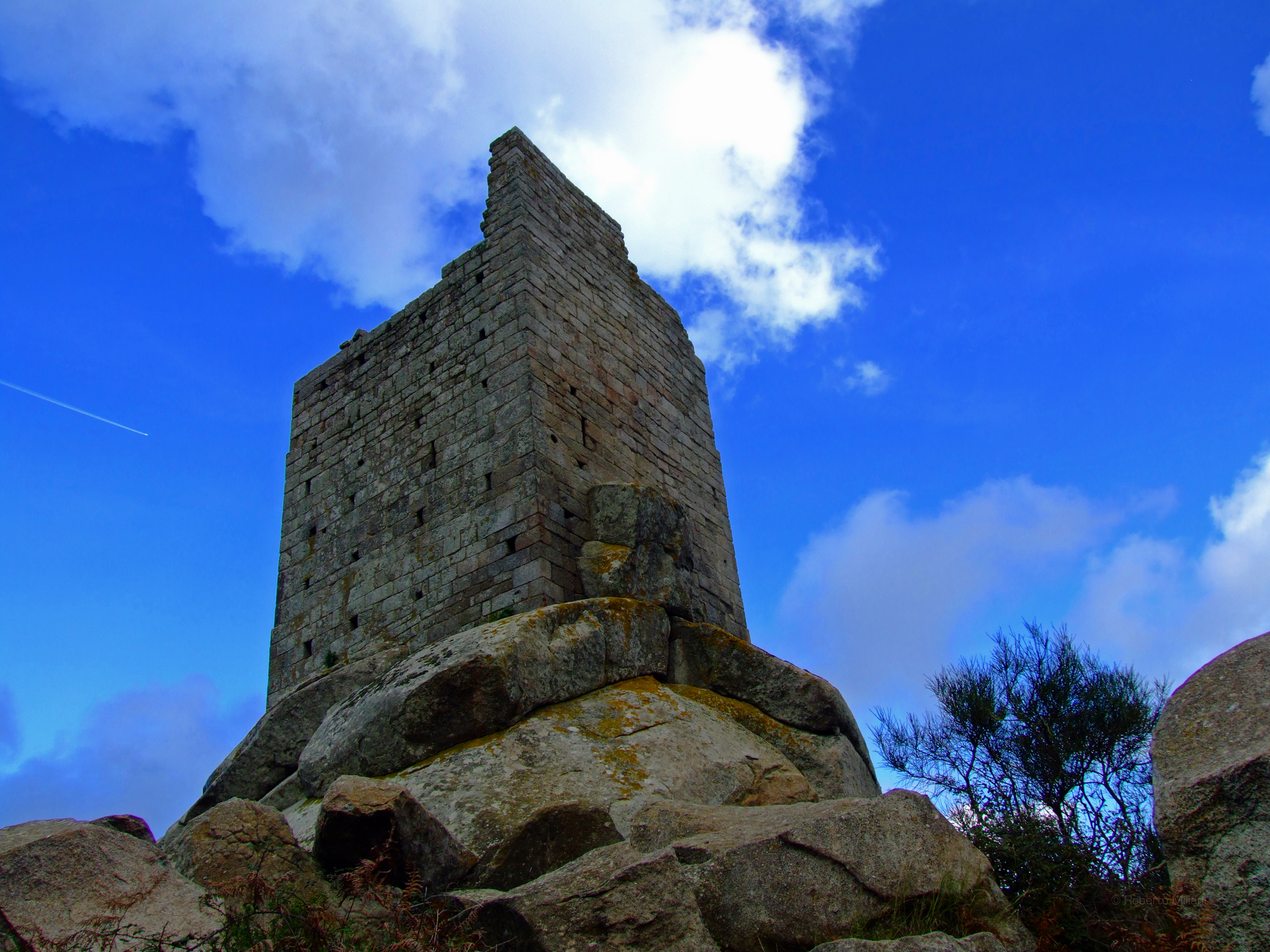
La Torre di San Giovanni a Campo nell'Elba

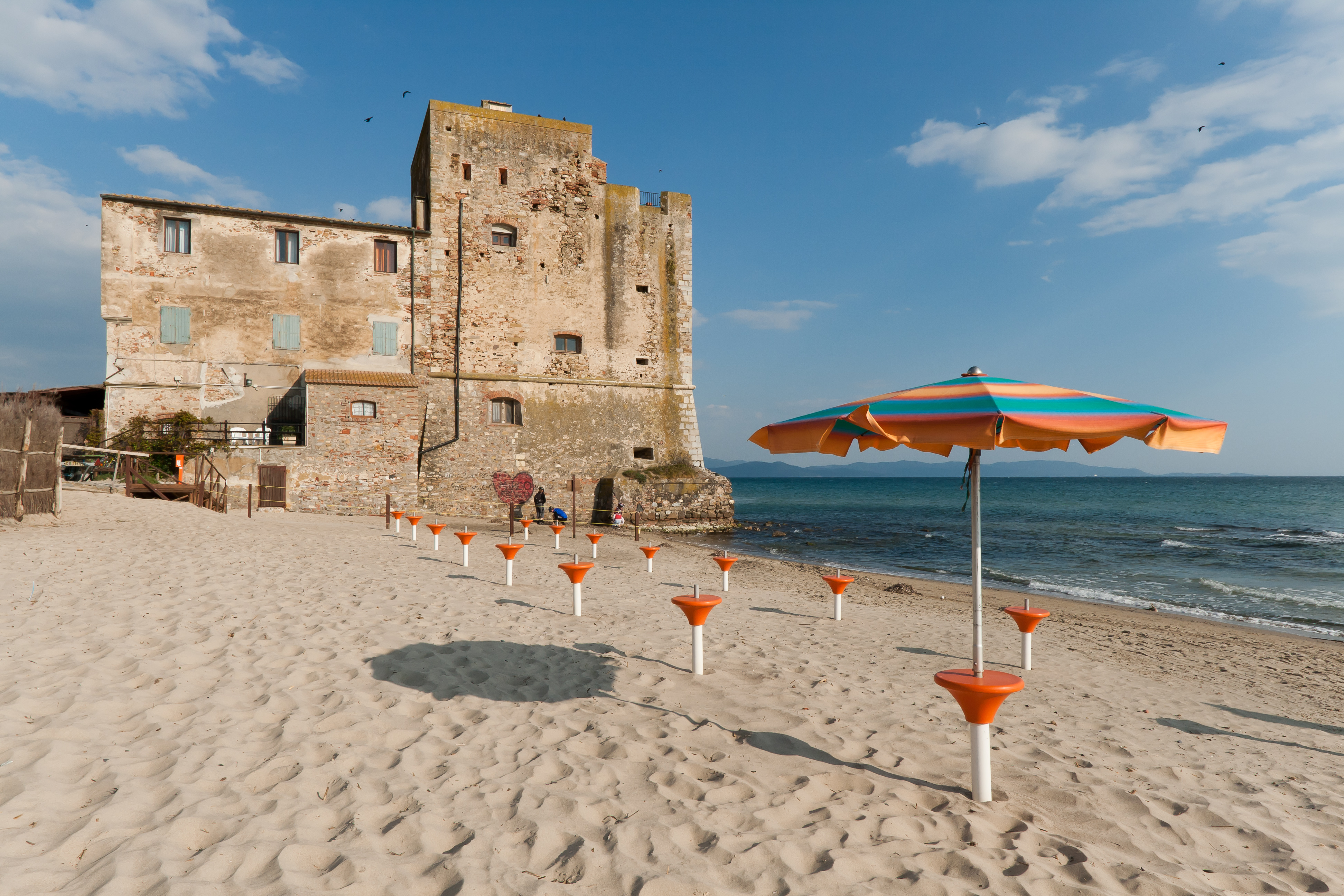
La Torre Mozza

Le torri costiere del Principato di Piombino costituivano il sistema difensivo lungo la fascia costiera dell'antico Principato di Piombino, antico stato sorto nel 1398 come signoria, la cui gloriosa storia ha avuto fine soltanto nel 1815 con il Congresso di Vienna.
Lungo la fascia costiera, il territorio del Principato di Piombino comprendeva la capitale Piombino, l'omonimo promontorio, il Golfo di Baratti, giungendo fino al confine con il Granducato di Toscana posto in prossimità dell'attuale confine comunale di San Vincenzo; in direzione opposta, lo stato includeva l'area degli attuali comuni di Follonica e Scarlino, giungendo in prossimità del confine granducale presso la località di Punta Ala, ove comprendeva la Torre Hidalgo sulla terraferma e la Torre degli Appiani sull'Isolotto dello Sparviero. Oltre al piccolo isolotto, il territorio includeva anche una parte dell'Isola d'Elba, l'Isola di Pianosa, l'Isola di Montecristo e gli isolotti minori tra la costa elbana orientale ed il Golfo di Follonica. I territori della signoria furono in gran parte l'eredità lasciata dalla Repubblica di Pisa alla fine del Trecento, che assegnava a Piombino la parte meridionale del suo vasto territorio. La reggenza del principato fu della famiglia Appiani.
Il sistema difensivo del Principato di Piombino fu realizzato in parte mediante la costruzione di torri e fortificazioni dalla fine del Trecento in poi, ed in parte ereditando preesistenti strutture difensive realizzate dai Pisani in epoca medievale.
Le varie strutture difensive costiere furono realizzate sull'Isola d'Elba, su quella di Montecristo e lungo il litorale centrale della Maremma a cavallo tra le province di Livorno e Grosseto.

## Elenco delle fortificazioni e delle torri costiere
Di seguito è riportato l'elenco delle fortificazioni e delle torri costiere suddivise per comune.
- Campo nell'Elba:
  - Torre di San Giovanni
  - Torre Vecchia sull'Isola di Pianosa
  - Torre San Marco sull'Isola di Pianosa
- Castiglione della Pescaia:
  - Torre Hidalgo (Punta Ala)
  - Torre degli Appiani (Isolotto dello Sparviero)
- Marciana:
  - Fortezza degli Appiani
- Marciana Marina:
  - Torre degli Appiani
  - Dogana della Guardiola
- Piombino:
  - Cittadella di Piombino
  - Torre di Porto Vecchio
  - Casetta Falcone
  - Torre di Rio Fanale
  - Rocca degli Appiani a Populonia
  - Torre di Baratti a Baratti
  - Torre Nuova
  - Torre del Sale
  - Torre Mozza
- Portoferraio:
  - Fortezza di Montecristo
- Rio Marina:
  - Fortezza del Giove
  - Torre dell'Orologio
  - Torre di Palmaiola (Isola di Palmaiola), scomparsa e sostituita dal faro.
- Scarlino:
  - Torre Civette